# 加菲爾德鎮區 (堪薩斯州埃爾斯沃思縣)
加菲爾德鎮區（英語：Garfield Township）為美國堪薩斯州埃爾斯沃思縣轄下的鎮區。2010年美国人口普查中此鎮區人口有40人。

## 地理
加菲爾德鎮區涵蓋總面積為92.8平方（35.82平方英里），其中陸地面積為92.5平方（35.71平方英里），水域面積為0.28平方（0.11平方英里）或0.31%。海拔高度508（1,667英尺）。

## 人口統計
根據2010年美國人口普查，加菲爾德鎮區人口有40人，其中男性有19人，女性有21人，人口密度為每平方公里0.43人，住房計22戶。鎮區內的白人有40人，非裔美國人有0人，美洲原住民有0人，亞裔美國人有0人，太平洋島裔美國人有0人，其他種族有0人，混血種族則有0人。此外鎮區內有1人為西班牙裔或拉丁裔美國人。此鎮區之年齡中位數為47.7歲，而男性年齡中位數為47.8歲，女性年齡中位數為47.5歲。

## 交通

### 主要公路
- 70號州際公路
- 40號美國國道
- 111號堪薩斯州州道
- 156號堪薩斯州州道